# Puccinia flaveriae
Puccinia flaveriae är en svampart som beskrevs av H.S. Jacks. 1922. Puccinia flaveriae ingår i släktet Puccinia och familjen Pucciniaceae.   Inga underarter finns listade i Catalogue of Life.